# Нор Голсбур
Нор Голсбур (нід. Noor Holsboer, 12 липня 1967) — нідерландська хокеїстка на траві.
Бронзова призерка Олімпійських Ігор 1988, 1996 років, учасниця 1992 року.
Чемпіонка Європи 1987, 1995 років.
Чемпіонка світу 1990 року.
Переможниця Трофею чемпіонів 1987 року, срібна призерка 1993 року.